# Torre Caney
La Torre Caney es un edificio residencial de 40 niveles ubicado en la República Dominicana. Este imponente edificio está compuesto principalmente por el vestíbulo, áreas de servicios, la azotea, el helipuerto y la piscina. Desde el quinto piso, se distribuyen los apartamentos hasta llegar al helipuerto. Actualmente, la Torre Caney se posiciona como la segunda torre más alta del país, solo superada por la Torre Anacaona 27, que cuenta con 42 pisos y fue completada en otoño de 2017. Su construcción fue llevada a cabo por la reconocida compañía Rodríguez Sandoval, que también estuvo a cargo de otros importantes proyectos como Malecón Center y la Torre Pedro Henríquez Ureña. Inaugurada en 2009, la Torre Caney se ha consolidado como uno de los edificios más representativos de Santo Domingo, destacándose en el paisaje urbano de la ciudad.
Con una altura aproximada de 150 metros, la Torre Caney se encuentra en la Avenida Anacaona, una vía que está en desarrollo y que alberga la construcción de dos de las torres más altas de Santo Domingo y el Caribe, cuya finalización estaba prevista para finales de 2017. La Avenida Anacaona ha experimentado un cambio significativo en el horizonte urbano de la ciudad debido a la creciente cantidad de proyectos residenciales de lujo en la zona. La Torre Caney cuenta con 58 apartamentos, uno por piso, con precios que oscilan entre 2 y 5 millones de dólares. Todos los apartamentos han sido vendidos, con 28 adquiridos por familias dominicanas y el resto por compradores internacionales.
| Predecesor: Malecon Center | Edificio más alto de República Dominicana 2008 - 2017 | Sucesor: Torre Anacaona   |
| Predecesor: Edificio Focsa | Edificio más alto de las Antillas 2008 - 2017         | Sucesor: - Torre Anacaona |